# Ḳ̄
Le K macron point souscrit (majuscule : Ḳ̄, minuscule: ḳ̄) est une lettre de l’alphabet latin utilisée dans la romanisation du thaï ISO 11940 dans le digramme ḳ̄h translitérant la lettre thaï ฃ.

## Représentations informatiques
Le K macron point souscrit peut être représenté avec les caractères Unicode suivants : 
- composé et normalisé NFC (latin étendu additionnel, diacritiques) :

| formes    | représentations | chaînes de caractères | points de code | descriptions                                                |
| --------- | --------------- | --------------------- | -------------- | ----------------------------------------------------------- |
| majuscule | Ḳ̄               | Ḳ◌̄                    | U+E32 U+0304   | lettre majuscule latine k point souscrit diacritique macron |
| minuscule | ḳ̄               | ḳ◌̄                    | U+1E33 U+0304  | lettre minuscule latine k point souscrit diacritique macron |

- décomposé et normalisé NFD (latin de base, diacritiques) :

| formes    | représentations | chaînes de caractères | points de code       | descriptions                                                            |
| --------- | --------------- | --------------------- | -------------------- | ----------------------------------------------------------------------- |
| capitale  | Ḳ̄               | K◌̣◌̄                   | U+004B U+0304 U+0323 | lettre majuscule latine k diacritique point souscrit diacritique macron |
| minuscule | ḳ̄               | k◌̣◌̄                   | U+006B U+0323 U+0304 | lettre minuscule latine k diacritique point souscrit diacritique macron |